# Госпітальєри
Орден лицарів госпіталю святого Іоанна Єрусалимського (лат. Ordo Fratrum Hospitalis Sancti Ioannis Hierosolymitani) — чернечий лицарський орден римсько-католицької церкви заснований у 1099 році. Члени ордену — іоані́ти або госпітальє́ри. Орден мав власну державу в Єрусалимі, на островах Родос і Мальті.
Госпітальєри виникли на початку XII століття під час розквіту клюнійського руху, реформістського напрямку в межах бенедиктинського чернечого ордену, який прагнув зміцнити релігійну відданість і милосердя для бідних. Раніше в XI столітті купці з Амальфі заснували в Єрусалимі лікарню, присвячену Іоанну Хрестителю, для догляду за хворими, бідними або пораненими християнськими паломниками до Святої Землі. Блаженний Жерар, брат-мирянин ордену бенедиктинців, став його головою в 1080 році. Після завоювання християнами Єрусалиму в 1099 році під час Першого хрестового походу група хрестоносців створила релігійний орден для підтримки лікарні. Деякі науковці вважають, що амальфітський орден і госпіталь відрізнялися від ордена Герарда та його лікарні.
Організація стала військовим релігійним орденом згідно з власним папським статутом, якому доручено опіку та захист Святої Землі. Після відвоювання Святої землі ісламськими силами лицарі діяли з Родосу, над яким вони були суверенними, а пізніше з Мальти, де вони керували васальною державою під іспанським віце-королем Сицилії. Госпітальєри були однією з найменших груп, які колонізували частини Америки, ненадовго придбавши чотири карибські острови в середині XVII століття, які вони передали Франції в 1660-х роках.
Лицарство розділилося під час протестантської Реформації, коли багаті команди ордену в північній Німеччині та Нідерландах стали протестантськими і значною мірою відокремилися від основного стовбура католиків, залишаючись окремими донині; сучасні екуменічні відносини між нащадками лицарських орденів є дружніми. Орден був придушений в Англії, Данії та інших частинах Північної Європи, і ще більше постраждав від захоплення Наполеоном Мальти в 1798 році, після чого він розпорошився по всій Європі.
Сьогодні декілька організацій продовжують традицію госпітальєрів у рамках федерації взаємовизнаних орденів Святого Іоанна, якими є Суверенний військовий Мальтійський орден, Найповажніший орден лікарні Святого Іоанна, Бранденбурзький бейлівік Лицарського ордена св. Іоанна, Орден Святого Іоанна в Нідерландах і Орден Святого Іоанна у Швеції.

## Назви
Орден Госпітальєрів відомий під цілою низкою назв, які змінювалися з часом.
- Лицарський Орден госпітальєрів святого Іоана Хрестителя з Єрусалиму лат. Ordo Militiae Sancti Johannis Baptistae Hospitalis Hierosolimitani
- «Суверенний військовий Орден Госпітальєрів Святого Іоана Єрусалимський, Родоський і Мальтійський» (італ. Sovrano Militare Ordine Ospedaliero di San Giovanni di Gerusalemme di Rodi e di Malta; англ. Sovereign Military Hospitaller Order of Saint John of Jerusalem, of Rhodes and Malta) — сучасна назва, затверджена 1936 року. Слово «госпітальєр» (англ. Hospitaller) було прийняте в XIX столітті й додане до раніше існуючого найменування. Слово «суверенний» (англ. Sovereign) було додане після втрати Мальти 1800 року, щоб відобразити автономний екстериторіальний принцип; слова «військовий» (англ. Military) і «мальтійський» (англ. of Malta) не відповідають сучасному стану справ, але відображають історичні і лицарські традиції.
- Мальтійський Орден

## Історія

### Періодизація
Історія ордену та його державності складається з таких періодів:
1. Період Хрестових походів (1096—1291 рр.), коли іоаніти були складовою частиною еліти держав хрестоносців на Близькому Сході;
2. «Кіпрська інтерлюдія» (1291—1310 рр.) — після краху панування у Палестині;
3. Перебування на Родосі (1310—1522 рр.) — під час якого остаточно сформувалось орденське співтовариство;
4. Мальтійська ера (1530—1798 рр.) — період найвищого злету, розквіту та занепаду, що закінчився вигнанням лицарів з острова Наполеоном Бонапартом;
5. Період «у вигнанні» (1798—1834 рр.) — під час якого члени ордену намагалися знайти собі нове місцеперебування, зокрема, в Російській імперії;
6. Сучасний період — з 1834 року офіційною резиденцією Ордену Госпітальєрів Святого Йоана Єрусалимського є Рим. Орденом керує довічно обраний Великий Магістр та уряд Ордену.

Незважаючи на втрату державної території Орден і надалі є суверенним суб'єктом міжнародного права і підтримує дипломатичні відносини більш ніж зі 100 державами. У 58 країнах Орден має власні структури і більш як у 110 країнах Орден активно здійснює гуманітарну діяльність. У 9 міжнародних організаціях (зокрема ООН, ЄС, ВООЗ, UNHCR) Орден має дипломатичні представництва.

### Період Хрестових походів (1096—1291)
На початку другого тисячоліття Єрусалим став основним місцем паломництва християн, хоча труднощі, з якими стикалися мандрівники, яким після довгої подорожі морем, де на кораблі чатували пірати й мародери, доводилося проходити через охоплену безладом, розділену війнами і сварливими місцевими вождями країну, робили цей захід надзвичайно небезпечним. А на Святій Землі майже не було християнських організацій, здатних забезпечити ночівлю, медичну допомогу та харчування пілігримам, яких, до того ж, часто захоплювали місцеві мешканці з метою отримання викупу.
Щодо точного часу народження Ордену в різних історичних джерелах наводяться різні дати. За деякими джерелами 1070 року (за 25 років до Першого Хрестового Походу) знатний лицар Жерар заснував при притулку для прочан в Єрусалимі, що вже існував на той час, священне братерство, яке взяло на себе турботи про християнських пілігримів. За іншою версією це відбулося 1080 року, і засновник не був лицарем. Історик Ґі Стер Сенті, сьогоднішній офіційний історіограф Тевтонського ордену стверджує, що більшість істориків сходяться на тому, що якийсь Жерар Блаженний родом з міста Мартіґ, що у французькій провінції Прованс, на час захоплення хрестоносцями Єрусалима 15 липня 1099 року вже був ректором (rector) або магістром (master) шпиталю в Єрусалимі.
За часів Жерара Госпіталь був суто мирною організацією. Кількість місць у шпиталі сягало 2 тисяч, застосовувались методи передової тоді арабської медицини. Жерар створив перші Статути Госпіталю, що для того часу, характерного відсутністю будь-яких правил і приписів, було дивиною. Госпіталь розташовувався біля Церкви Святого Івана Хрестителя та неподалік від Храму Гробу Господнього та абатства Святої Марії Латинської. Госпіталь був організований у двох відділеннях — одне для чоловіків, присвячене Святому Іоанну, інше (для жінок) — присвячене Марії Магдалині. Обидва відділення перебували спочатку під владою абатства святої Марії Латинської.
Допомога надавалась пораненим і хворим будь-якого віросповідання, що приносило Госпіталю чималий дохід від вдячних пацієнтів і дозволило йому незабаром після узяття хрестоносцями міста стати незалежним від Бенедиктинського абата. З отриманням незалежності Госпіталь відмовився від поклоніння Святому Бенедикту на користь Святого Августина. 1107 року тодішній християнський король Єрусалиму Болдуїн I офіційно затвердив чернече братерство і закріпив за ним землю, на якій розташовувався Госпіталь.

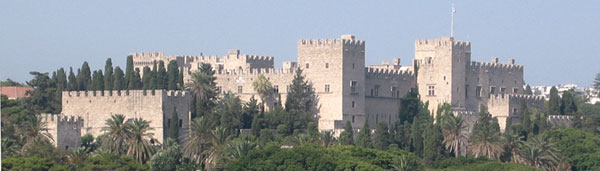
Замок Іоанітів на о. Родос

Під керівництвом Жерара брати сформували себе в релігійне братерство, складаючи урочисту обіти бідності, цнотливості й покори. Як символ своєї відмови від всього світського, брати обрали уніформою простий одяг і білий хрест, який згодом став восьмикінечним: символізував вісім блаженств. Буллою Postulatio Voluntatis від 15 лютого 1113, Римський Папа Пасхалій II схвалив їхній статут, за винятком згадок про будь-які військові режими роботи. У подальші роки під егідою Братерства були засновані госпіталі для паломників у Європі, здебільшого, у портових містах Сен-Жіль, Асті, Пізі, Барі, Отранто, Таранто і Мессіні. У цих госпіталях прочани могли приготуватися до прощі, чекати корабля та готуватися до довгої та небезпечної подорожі через Середземне море, а також відпочити після паломництва перед поверненням додому.
Жерар помер 1120 року: день його смерті досі відзначається в календарі Мальтійського Ордену. Ще до смерті Жерара до Братерства приєдналася група лицарів хрестоносців на чолі з Раймоном де Пюї, з Провансу (який пізніше став другим керівником Госпіталю після Жерара). Достеменно невідомо, коли Братерство взяло на себе військовий захист Труни Господньої (англ. Holy Sepulcher) та обов'язок боротися з невірними скрізь і повсюди. Вважається, що це сталося приблизно між 1126 і 1140 роками. Першим військовим завдання, що постало перед новими братами-лицарями, був фізичний захист прочан, що прямували від Яффи до Єрусалиму, від бандитів, які постійно їх грабували. Дуже швидко завдання розрослося до обов'язку очищати околиці від розбійників і взагалі від невірних.
Відтоді й до часу падіння Мальти Майстри або Гросмейстери (з 1489) ордену, були як релігійними наставниками, так і військовими командирами лицарів. Таким чином, між 1126 і 1140 роками Братерство все більше ставало військово-релігійною організацією, хоча функції піклування про слабких і хворих прочан надалі зберігалися. У цей же період назва організації «Братерство» замінюється на «Орден» (лат. Ordo, англ. Order), як це вже було заведено у військово-релігійних товариствах в Європі. Точних відомостей щодо походження перших лицарів-госпітальєрів немає. Цілком очевидно, що переважна більшість була французами, оскільки основна маса хрестоносців Першого Хрестового Походу була з Франції, і Раймон де Пюї також був французом. Проте, більшість госпіталів Ордену в Європі розташовувалися в південній Італії, а велика частина пожертв надходила з Іспанії. Тому є всі підстави вважати, що серед лицарів-госпітальєрів були чимало італійців та іспанців. 1137 року Римський папа Іннокентій II затвердив правило, за яким, брат, що вступив до ордену, не мав права самостійно зняти з себе обітницю. Для цього була потрібна згода решти братів. Ті, що вступали до ордену, приймали три звичайні чернечі обітниці — безшлюбності, бідності та покори.
1187 року Саладін вдерся до Єрусалимське королівство і взяв в облогу Тіверіаду. Саладін захопив місто, а протягом декількох тижнів — усі фортеці королівства. Потім настала черга і самого Єрусалиму та Тиру. До того часу розбрати між тамплієрами і госпітальєрами, включаючи військові сутички й серйозні бої, призвели до ослаблення обох орденів, взаємної неприязні та недовіри. Справжньої оборони Єрусалиму організовано не було і місто скорилося навалі. 1189 року почався Третій хрестовий похід. До 1191 року після дворічної облоги хрестоносцям вдалося опанувати фортецею Сен-Жан д'Акр (Акра). 15 липня 1199 року, тобто на самому початку Четвертого хрестового походу хрестоносцям вдалося відновити владу над Єрусалимом. У першій половині—середині XIII століття госпітальєри були основною військовою силою християн у Палестині і стримували натиск мусульман. Вони брали участь у V, VI та VII хрестових походах.
У 1238—1241 рр. лицарі опинилися між двох вогнів — Ватикан засуджував госпітальєрів за зв'язки із сирійськими магами та медиками, а мусульманські султани Близького Сходу — «за благочестя» й християнство. Султани видали наказ віддавати захоплених у боях поранених госпітальєрів у рабство на галери. Пройшовши галерне пекло й досконало вивчивши морську справу, лицарі створили власний флот і до XVIII ст. вважалися неперевершеними фахівцями галерного військового флоту.
1244 року наприкінці VI Хрестового Походу в битві під Газою госпітальєри зазнали серйозної поразки. У полон потрапили магістр та багато лицарів. Але 1249 року госпітальєри взяли участь у VII Хрестовому Поході. І знову зазнали невдачі — поразки у битві біля Мансуре, під час якої в полон потрапили магістр і 25 вищих керівників Ордену. Хрестоносців переслідувала одна невдача за іншою. Госпітальєри стали ар'єргардом останніх хрестових походів. Вони продовжували утримувати свої фортеці, навіть коли інші хрестоносці вже залишали Палестину.

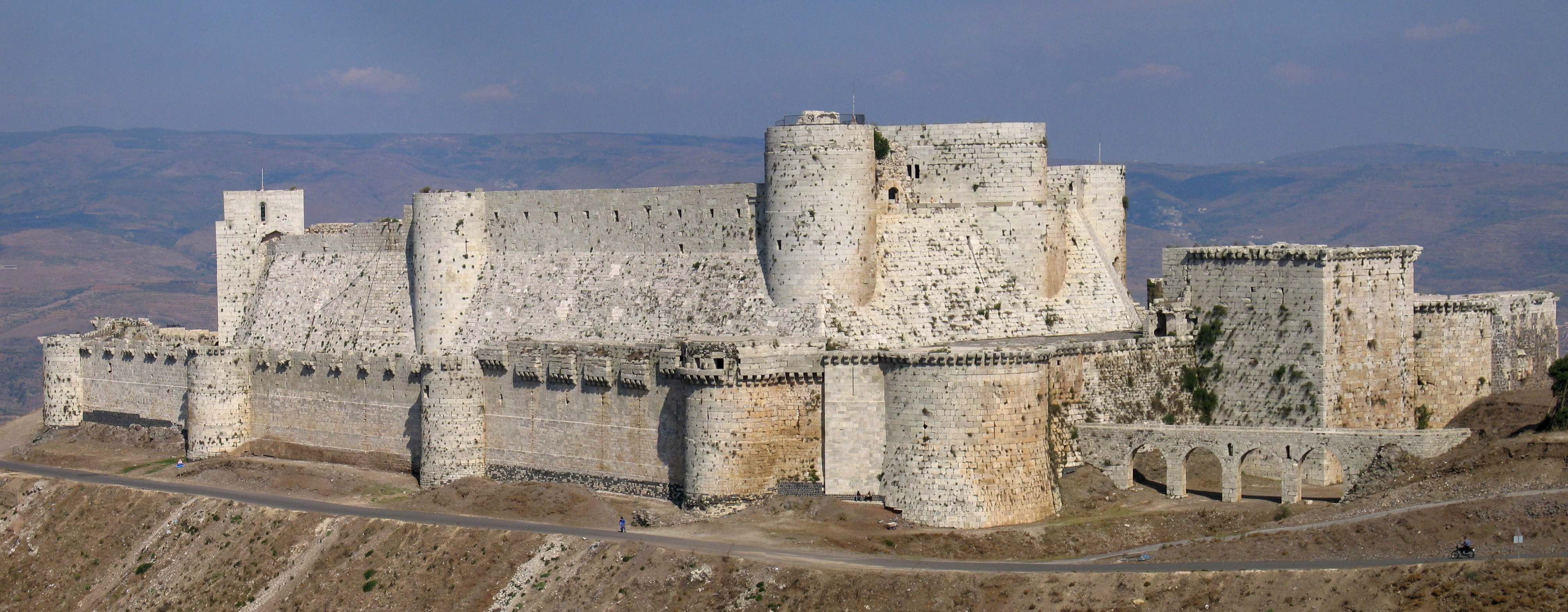
Замок Крак де Шевальє в Сирії

Крак де Шевальє вони утримували до 1271 року, замок Маргат — до 1285 року. Після падіння Єрусалиму 1187 року госпітальєри перенесли свою резиденцію до Акри (Сіна Жак д'Акр). Але 1291 року довелося залишити й останній оплот християнства в Палестині. Поранений магістр ордену іоаннітів, що прикривали евакуацію містян і посадку їх на кораблі, зійшов на борт корабля останнім. Так закінчилася епоха хрестових походів, а з нею і епоха розквіту та величі військово-чернечих орденів. Орденам належало шукати свою нішу в нових історичних умовах. Тевтони відстрочили свій занепад завдяки тому, що взялися до християнізації Прибалтики. Тамплієри так і не знайшли свого місця в Європі і 1307 року їх розгромив французький король Філіпп Вродливий та римський папа Климент V, які побоювалися за свою владу. Госпітальєри розташувались спочатку на острові Кіпр, а потім перебрались на острів Родос і продовжували активне існування завдяки морським операціям на Середземному морі проти піратів.

### Кіпрський період (1291—1310)
Під натиском мусульман Великий Магістр Жан де Вільєр з небагатьма прихильниками переправився на острів Кіпр до королівства Лузіньянів, де госпітальєри вже мали великі маєтки. Анрі ІІ Лузіньян, що мав гучний титул короля Єрусалиму та Кіпру, зацікавлений у підтримці іоаннітів, подарував їм місто Лімасол, а Папа Климент V, стурбований становищем на Близькому Сході, підтвердив цей «дарунок». Госпітальєри відновили бойові дії проти мусульман, здійснюючи піратські рейди на ліванське та сирійське узбережжя. У той час у них була стратегічна мета — залишаючись поблизу Святої Землі, за першої можливості звільнити її від ворогів Христа.
Перебування на Кіпрі було нетривалим періодом в історії ордену. Ставлення до нього володарів Кіпрського королівства з роками стало неприхильним у зв'язку з посиленням їх господарського впливу, і лицарі вирішили залишити Кіпр.
Великий Магістр Гійом Вілларе (1296—1305) вирішив перебратись на острів Родос, родючий, із величезною кількістю зручних гаваней, розташований поблизу від Малої Азії, Кіпру та Криту. На той час острів перебував у складі знесиленої Візантії. Брат та наступник померлого Гійома Вілларе — Фульк Вілларе (1305—1319) за безпосередньої участі генуезького корсара Віньоло Віньолі у 1306—1308 роках захопив Родос. З 1310 року орден іоанітів став називатись «суверен Родосу».

### Родоський період (1310—1522)

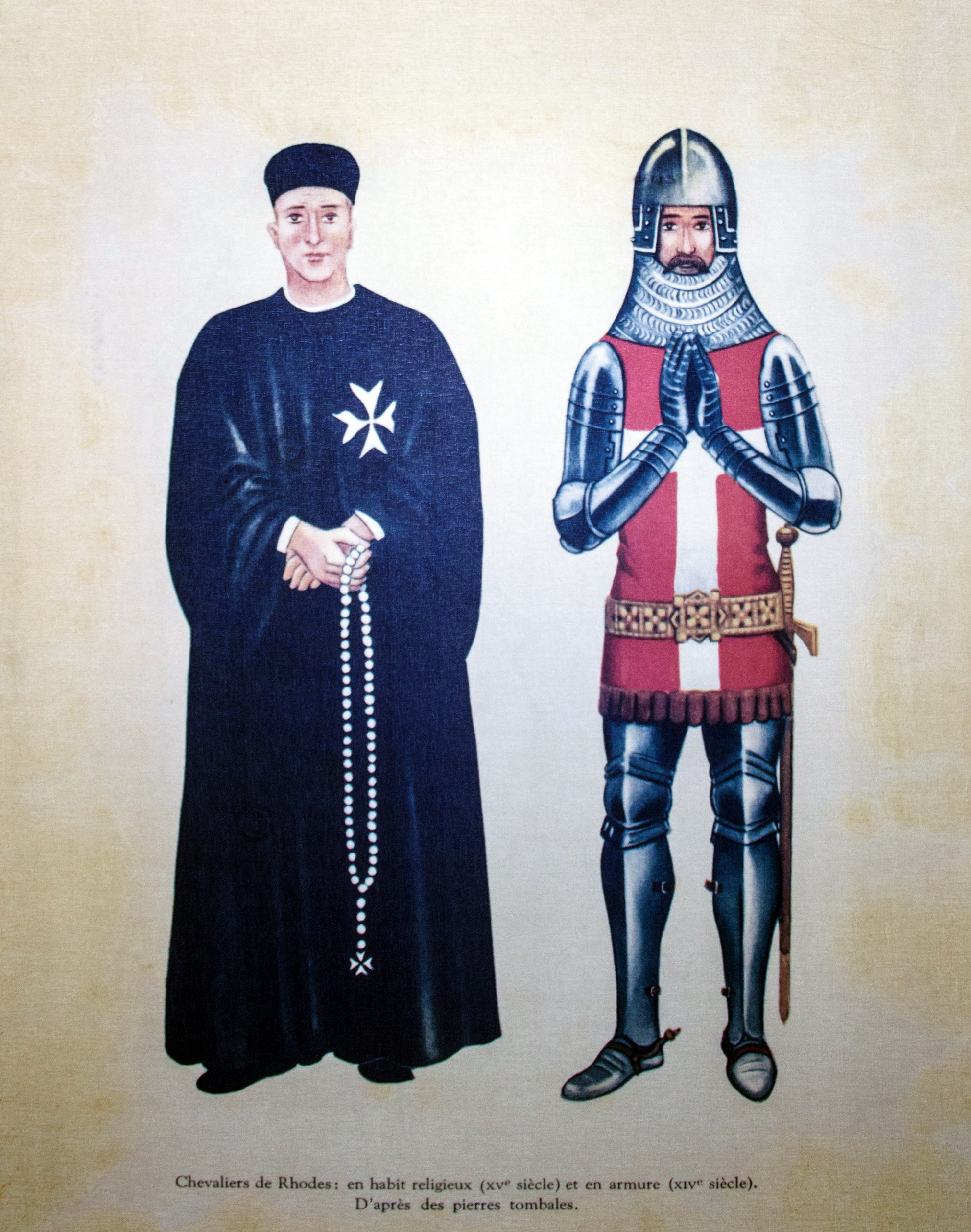
Брат-священник і брат-лицар госпітальєри Родоського періоду

27 травня 1306 року 35 лицарів та 500 піхотинців висадились на острові Родос. Майже чотири роки тривала запекла боротьба з турками і сарацинами — відтоді іоанітів стали називати «родоськими лицарями». Орден був повністю незалежний від будь-якої світської влади (суверенний), мав своїх послів в інших державах, укладав дипломатичні договори. Своїм головним завданням називав «боротися за славу» Божу й католицьку віру. На Родосі лицарі створили могутні фортечні укріплення та мали великий флот.
За два століття перебування ордену на Родосі він набув рис своєрідної аристократичної республіки. Повновладним господарем ордену був Великий Магістр, що обирався довічно і був підзвітний Верховній Раді «стовпів восьми мов» (Прованса, Оверні, Арагона, Франції, Італії, Кастилії, Англії та Німеччини), і кілька єпископів та бальї. Відтоді стало традиційним закріплення за «стовпами» різних «мов» певних функцій:
- «стовп» Франції — Великий Госпітальєр, був першим у ієрархії після Великого Магістра;
- «стовп» Оверні — Великий Маршал військ ордену;
- «стовп» Прованса — Великий Препентор (скарбник);
- «стовп» Арагону — Дральє, або кастелян, був інтендантом;
- «стовп» Англії, що мав титул «Туркопільє», керував кіннотою;
- «стовп» Кастилії був Великим Канцлером;
- «стовп» Німеччини, Великий Бальї, відповідав за фортифікаційні споруди.

Великого розвитку набула у іоанітів родоського періоду морська справа. Вони перейняли найкращі досягнення місцевих суднобудівників та лоцманів, почали будувати двоярусні «дремени» (галери) з 50 веслярами у ряді та вміло користувались «еллінським вогнем». У цей час в ордені з'явилася посада адмірала, на яку запрошували досвідчених мореплавців з Італії. Флот ордену складався з величезних, як на той час, кораблів. Особливо вирізнявся з-поміж інших шестипалубний, обшитий свинцевими пластинами, озброєний гарматами бойовий корабель «Свята Анна», відомий у військовій історії як перший європейський панцирний вітрильник.
На Кіпрі до 1308 року та на Родосі до 1522 року лицарі створили систему могутніх фортець, які стали майже непрохідним бар'єром на шляху тюркського нашестя у Європу та Середземномор'я. За повідомленнями деяких східних хронік, саме іоаніти, підтримуючи дружні стосунки із запеклим ворогом османів — Тамерланом, умовили його припинити похід на Русь і за допомогою пілігримів передавали йому важливу стратегічну інформацію, що сприяла розгрому турків поблизу Анкари 1402 року.
Родоські лицарі у XIV—XV ст. не тільки захищались від мусульман, але й у жовтні 1344 захопили місто-фортецю Смірну. 1365 року іоанніти взяли участь у хрестовому поході кіпрського короля П'єра Лузіньяна проти Єгипту. Відпливши з Родосу, флот хрестоносців 10 жовтня 1365 року штурмом захопив Олександрію, у порту якої був знищений весь єгипетський флот.
Після знищення 1312 року ордену тамплієрів більшу частину його майна за межами Франції, за наказом Папи Римського Климента V, було передано ордену Родоських лицарів. За це майно французький король Філіп Красивий, що привласнив майже всі коштовності тамплієрів, примусив іоанітів сплатити 200 тис. ліврів. Його наступник, Людовик X, за кілька років по тому змусив іоанітів сплатити йому ще 50 тисяч ліврів. Попри це, прийнявши частку спадщини тамплієрів, орден суттєво посилив свою економічну могутність.
У родоський період під контролем іоанітів у Європі перебувало 656 командорств. На межі XIV—XV ст. лицарі збудували у себе два великі шпиталі. У прийнятому в той період Статуті ордену благодійництво прирівнювалось до військових обов'язків. Після поразки армії європейських хрестоносців поблизу від Нікополя 1396 року від османського султана Баязида, іоанніти викупили багато християнських полонених за 30 тисяч дукатів.
29 травня 1453 року Османський султан Мехмед ІІ заволодів Константинополем, наступного року зажадав від іоаннітів данини у розмірі 2000 дукатів, на що отримав зневажливу відмову. У травні 1480 величезне османське військо на чолі з греком Мануїлом Палеологом (Меші-пашею) почало облогу Родосу. Великий Магістр П'єр д'Обюссон (1476—1503 рр.) був поранений у бою, але не припинив керувати обороною. Втративши більшу частину війська та кораблів, Мануїл Палеолог зняв облогу й відступив. Орден здобув перемогу над османами, але зазнав великих людських і матеріальних втрат.
Після падіння Константинополя (1453), родосці стали останнім форпостом християн на Сході. Боротьба Ордену з переважаючими силами Османської імперії тривала майже століття. Після запеклої боротьби Орден був змушений залишити Родос у грудні 1522 року.

### Італійсько-Триполітанський період (1523—1553)
У 1523—1530 роках Орден св. Іоана перебував в Італії. В той же час Ордену належали землі в Триполітанії. 1553 року Триполітанія була захоплена Османською імперією.
1 січня 1523 року Великий Магістр, залишки його лицарства та 4000 родосців на п'ятдесяти кораблях відплили з Родосу. Сім років вони шукали притулку, розробляли плани відвоювання Родосу, просили римську курію надати їм один з островів (Мінорка, Черіго, Ельба), але марно.
У цей період тимчасовий притулок Ордену надав кардинал Джуліо Медичі. Згодом, на його ж прохання вже як папа Климента VII, імператор Священної Римської імперії подарував іоанітам острів Мальту та місто Триполі. До обов'язків Ордену входило захищати флот імперії, боротися з алжирськими піратами та захищати Європу від османської навали.

### Мальтійський період (1553—1798)
Ще в 1530 році імператор Карл V передав острів Мальту Ордену госпітальєрів, а після втрати Триполітанії територія острова остаточно стала притулком Суверенного ордену.
23 березня 1530 року, відповідно до Акту, підписаного у Кастель-де-Франко, орден іоаннітів став сувереном острова, що був переданий йому в довічне володіння на правах вільного лену — з усіма замками, укріпленнями, прибутками, правами і привілеями та з правом найвищої юрисдикції. Формально Великий Магістр ордену визнавався залежним від Королівства обох Сицилій, і тому на знак цієї залежності повинен був щорічно у свято Всіх Святих, 1 листопада, надсилати віце-королю Іспанії як данину білого сокола.
Папа Климент VII затвердив «Акт про Мальту», і 26 жовтня 1530 року Великий Магістр Філіп де Вільє де л'Іль-Адам у супроводі членів Ради та інших головних чинів ордену вступив у володіння островом. З цього дня, за постановою капітулу, орден іоаннітів було перейменовано у «Суверена Мальти».
Вже на початку XVII ст. Орден мав славу морського щита і найкращий у Європі флот. Столицю Мальти, місто Ла Валетта, будував відомий архітектор Франческо Лапареллі, там було зібрано знамениту Мальтійську бібліотеку, засновано університет.
Проте в той час в ордені почалися розколи. Ще у 1539 р. лицарі семи із тринадцяти командорств Бранденбурзького бальяжу перейшли у лютеранство і створили самостійну євангелічну гілку іоанітів. З часом до цього бальяжу, в якому з другої половини XVIII ст. владу здобули Гогенцоллерни, приєдналися шведська, голландська, фінська та швейцарська орденська братії. Відносини з Мальтою фактично припинилися, хоча за угодами 1763—1764 рр. бальяж із центром у Зонненбурзі визнавався частиною Мальтійського ордену з правом сплати відповідних внесків.
Важкі часи переживав також англійський осередок ордену, в якому до другої половини XVIII століття було офіційно встановлене англіканське Велике Пріорство, що на практиці було непідвладне ордену. Таким чином, наприкінці XVIII століття Мальтійський орден розпався на три самостійні лицарсько-чернецькі організації, що ще більше поглибило занепад і тяжке становище госпітальєрів.
Велика Французька революція 1789 року призвела до остаточного занепаду ордену, адже у Франції були найбільші маєтності іоанітів. Коли у Франції вибухнула революція, сотні лицарів виїхали з Мальти до Європи, аби рятувати й захищати майно ордену на континенті. Декрети 1789 року про скасування десятини та конфіскацію церковного майна позбавили мальтійських лицарів найголовнішого джерела прибутків — доменіальних володінь. Орден фактично вже не був ні сувереном, ні військовою силою, ані релігійною корпорацією і, за влучним висловом англійського історика Р. Льюка, перетворився на «інституцію підтримання гультяйства молодших нащадків деяких привілейованих родин».
А тим часом Мальта стала притулком контрреволюційної аристократії. На острів переїжджали родини вельможних лицарів, і орден витрачав величезні кошти на їх утримання, хоча сам перебував у скрутному становищі, спричиненому націоналізацією його майна у Франції.
1798 року Мальту захопили французькі війська генерала Бонапарта. 6 червня 1798 року флот Наполеона з'явився на рейді Мальти. Два судна, якими командував адмірал Брюей, увійшли до Марсашлокка під приводом поповнення запасів питної води. Дозвіл було отримано, а через три доби до узбережжя Мальти підійшов увесь французький флот. Того ж дня на острові розпочалось повстання проти лицарської адміністрації. Впродовж 36 годин французи майже без опору оволоділи Мальтою. На борту флагманського корабля «Схід» був підписаний Акт про капітуляцію гарнізону острова. Відтоді вся влада на острові перейшла до Франції. Лицарям надавалась можливість виїхати чи залишитись, а натомість французам дозволялось вільно мешкати у Франції, де їх не вважали емігрантами. На Мальті залишилось лише 260 лицарів-іоаннітів.
1800 року французи, у свою чергу, були вигнані англійцями, які окупували острів. Флот Великої Британії, під командуванням адмірала Нельсона блокував Мальту. Щодо Мальти існувала британо-російська конвенція про повернення острова у власність ордену, але російська зверхність над ним стурбувала Лондон. Саме тому, коли 5 вересня 1800 року французький республіканський губернатор Мальти Е. Вобуа капітулював, у Ла-Валетті утвердилось англійське володарювання і англійці відмовились віддавати острів Ордену (тобто, російському імператору).

### Російський період (1798—1817)
1 червня 1698 р. на острів Мальта прибув посол Петра І Борис Шеремєтьєв. Цей візит став першим кроком до знайомства Російської імперії з Мальтійським Орденом.
1784 р. на Мальті було відкрито російське генеральне консульство, що мало сприяти досягненню двоєдиної мети Російської імперії у Середземномор'ї: припинення політичних спекуляцій щодо ролі Росії на Мальті та професіоналізація спостережень за Левантом, Південною Італією та Грецією.
У середині 1790-х рр. еліта ордену також прагнула зближення з Росією. До Санкт-Петербурга прибув із візитом граф де Літта, який був свого часу радником Катерини II з морських та міжнародних середземноморських справ. Через його посередництво Великий Магістр де Роган пропонував Павлу І стати захисником-протектором ордену.
Одним з перших кроків нового царя Павла І стало підписання 1797 р. Конвенції між імператором і Мальтійським Орденом. У Росії створили Велике Пріорство, членами якого могли стати піддані імперії католики, зберігались володіння Ордену в Польщі і Волині та встановлювалися суми виплат казначейства в казну Ордену.
1 червня 1798 р. керівництво Ордену вирішило виділити не-католиків в окремий Пріорат. Того ж року острів Мальта був зданий революційному війську Наполеона майже без опору. Великого Майстра було звинувачено у зраді. Зверненням 7 листопада 1798 р. до Павла І Велике Пріорство Російське надавало йому титул і просило взяти Орден «під свою руку».
29 листопада 1798 р. Павло I видав «височайший Маніфест» про встановлення на користь російського дворянства ордену Св. Йоанна Єрусалимського та Правила для прийняття дворянства Російської імперії в цей орден. Тоді ж Орден Святого Іоанна Єрусалимського став найвищою нагородою Імперії.
Проте, червневі події на Мальті та капітуляція магістра Гомпеша розлютили Павла І, бо оволодівши островом, французи завдали не лише удару середземноморській політиці Російської імперії, але й особистої образи імператору, виславши російського посланника. Після того як було оголошено, що будь-який корабель під російським прапором, який з'явиться поблизу узбережжя Мальти, буде потоплено, Чорноморська ескадра Росії на чолі з адміралом Ушаковим отримала наказ вирушити до Босфору для боротьби з французами.
Мальтійський хрест було внесено до державного російського герба — він прикрасив груди двоглавого орла та значки гвардійських полків. Мальтійський хрест також отримав значення нагрудного ордена, яким нагороджували за визначні досягнення.
Коли Папу Римського Пія VI сповістили про обрання нового Великого Магістра, його обуренню не було меж. Рим визнав цей акт незаконним.
Після захоплення Мальти англійським флотом у Павла І залишились лише корона та жезл Великого Магістра, але острів йому повертати не збирались. Гніву імператора не було меж: російського посла у Лондоні графа Воронцова негайно відкликали на батьківщину, а британському послу в Санкт-Петербурзі лорду Вордсворту запропонували негайно залишити Росію. У новій ситуації Павло І пішов на зближення з Бонапартом, який ще у липні 1800 р. сповістив царя про згоду повернути Мальту ордену і навіть подарував шпагу, свого часу даровану Папою Левом Х одному з Великих Магістрів іоаннітів. Відтоді Павло І різко змінив курс: нещодавній союзник — Велика Британія перетворився на найзапеклішого ворога. Проте, у ніч з 11 на 12 березня 1801 року Павла І було вбито заколотниками.
Протягом 1798—1817 рр. Орден розташовувався в Росії, у Санкт-Петербурзі, а великим магістром Ордену з грудня 1798 по березень 1801 був імператор російський.
Після вбивства Павла І його наступник Олександр І хоча і підписав Маніфест, у якому підтверджував права та привілеї Ордену, насправді мало цікавився цією справою і навіть не захотів прийняти титул Великого Магістра. Згодом влада конфіскувала орденські землі й споруди, припинилися грошові виплати, було заборонено носити Мальтійські ордени та відзнаки.

### Італійський період (з 1817)
Після вигнання з Мальти і відмови російського імператора Олександра І від патронату над Орденом в його суверенних володіннях залишилася лише територія посольства в Римі. З цього часу почався сучасний період історії Ордену Йоанітів.
На початку 1815 року, після закінчення морської війни між США та Великою Британією й укладення Гентської мирної угоди (грудень 1814 р.) у Середземне море ввійшла велика американська військова ескадра. Американці звернулись по допомогу до мальтійських лоцманів та лицарів-іоаннітів. Останніми було надано величезний картографічний матеріал регіонів Середземного моря. На американських суднах радниками були лоцмани-іоанніти. У результаті переможних дій американського флоту правителі Алжиру, Лівії та Тунісу були змушені сплатити величезну контрибуцію США. Незабаром військові операції проти північноафриканських країн та їхніх флотів розпочала об'єднана англо-голландська ескадра, у складі якої теж були іоанніти. Після цього корсарство у Середземному морі було ліквідовано, а країни Магрибу втратили військові флоти.
Після трьох десятиліть мандрів по Сицилії (Катанія, Мессина), Іспанії та Південній Італії Мальтійський орден, а точніше — те, що від нього залишилось, знайшов собі постійну резиденцію у папському Римі. 1834 р. Капітул Ордену переїхав у будинок VII ст., розташований по вул. Кондотті в Римі. Ще одна будівля, що належить Орденові, розташована на Авентійському пагорбі.
Найголовнішим напрямком діяльності ордену стало благодійництво та санітарно-медична служба. Абісинія, американо-іспанська та англо-бурські війни — ось далеко не повний перелік місць діяльності ордену. 1912—1913 рр. — Балканські війни.
У роки I Світової війни Білий Хрест був не менш відомий, ніж Червоний. Сотні стаціонарних і польових госпіталів — ось лише невелика частина діяльності братів-іоанітів. Під час II Світової війни, окрім медичної допомоги, мальтійські лицарі воювали в лавах Руху Опору. Відомим керівником підпілля був кавалер Великого Хреста кардинал фон Галян, єпископ Мюнстера. За особливим наказом Гітлера було страчено 12 лицарів Ордену.
Мальтійський Орден досі є суб'єктом міжнародного права, провадить активну доброчинну діяльність. Він не здійснює функцій влади, але має право активного та пасивного посольства. Посли Мальтійського Ордену акредитовані в декількох країнах та належать до дипломатичного корпусу цих країн. У свою чергу посли цих країн акредитовані у Мальтійському Ордені. Орден має своїх представників у Червоному Хресті, Міжнародній організації в справах біженців.

## Ієрархія
Першим в ієрархії командування був «Великий магістр», або головнокомандувач, за яким йшов «Великий командир», який після 1304 року прийшов з Великого Пріорату Сен-Жіль і зайняв місце Великий магістр у разі його відсутності або смерті. Третім за ступенем рангом був «маршал» госпіталю, головним обов’язком якого була підготовка ордену до війни. Це включало закупівлю обладунків, зброї, скакунів з усім необхідним спорядженням для коней та артилерії з усім, що з цього випливає (боєприпаси, порох, боєприпаси). Маршалу іноді можна було дати командування Великим Магістром або Великим Командором.

## Наступники лицарів-госпітальєрів
Організаціями, які, як правило, вважаються такими, що зберігають історичну спадкоємність із лицарями, є Суверенний військовий Мальтійський орден, що базується в Римі та визнаний більш ніж 100 країнами світу, а також лицарські ордени в Альянсі орденів св. Іоанна Єрусалимського: Бейлік Бранденбург Лицарського ордена Святого Іоанна лікарні в Єрусалимі, Орден Йоханнітера в Нідерландах, Орден Святого Іоанна у Швеції та Найповажніший Орден лікарні св. Іоанна Єрусалимського.

### Суверенний військовий Мальтійський орден
У 1834 році орден оселився в Римі. Лікарняна робота, первісна робота ордену, знову стала його головною турботою. Діяльність ордену в госпіталях і соціальна допомога, розгорнута в значних масштабах під час Першої світової війни, була значно активізована і розширена під час Другої світової війни під керівництвом великого магістра Фра' Лудовіко Кіджі Альбані делла Ровере (великий магістр 1931–1951).

Герб Суверенного Військового Мальтійського Ордену

Суверенний Військовий Орден Госпітальєрів Святого Іоанна Єрусалимського, Родосського та Мальтійського, більш відомий як Суверенний Військовий Мальтійський Орден (SMOM), є римо-католицьким світським релігійним орденом і найстарішим у світі лицарським орденом.  Його суверенний статус визнається членством у численних міжнародних органах і статусом спостерігача в Організації Об’єднаних Націй та інших. З усіх орденів, пов’язаних зі святим Іоанном, тобто членами Альянсу орденів Святого Іоанна, Суверенний військовий Мальтійський орден є найстарший, оскільки він має можливість простежити свою історію та лінію Принца та великих магістрів безпосередньо до лицарів-госпітальєрів.

### Орден Святого Іоанна

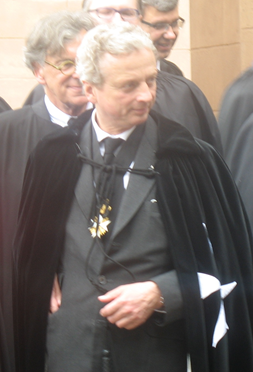
Принц Оскар Прусський, Бейлік Бранденбург Лицарський Орден Святого Іоанна лікарні в Єрусалимі Herrenmeister з 1999 р.

Під час Реформації німецькі командери Бранденбурзького бейлівіка (розташованого переважно в маркграфстві Бранденбург) оголосили про свою постійну прихильність до Ордену Святого Іоанна навіть як лицарі перетворений на євангельське християнство. Продовжуючи донині як Орден Святого Іоанна з Бранденбурзького бейліка, він утворює Лицарський орден під захистом Федеративної Республіки та з його Herrenmeister ("Володар лицарів") майже завжди є нащадком дому Гогенцоллернів (нині Принц Оскар Прусський). З Німеччини ця протестантська гілка поширилася через членство в інших країнах Європи (включно з Бельгією, Угорщиною, Польщею, Фінляндією, Данією, Швейцарією, Францією, Австрією, Великобританією та Італією), Північної Америки (Сполучені Штати, Канада, і Мексика), Південна Америка (Колумбія, Венесуела, Чилі), Африка (Намібія, Південна Африка), Азія та Австралія.
Після закінчення Другої світової війни і скориставшись відсутністю державних орденів в Італійській Республіці, італієць назвав себе польським князем і вів жваву торгівлю мальтійськими хрестами, як великий пріор фіктивного «Великого Пріорату Поділля» до успішного переслідування за шахрайство. Інший шахрай стверджував, що він Великий Пріор Пресвятої Трійці Вільнев, але відмовився після візиту поліції, хоча організація відновилася на Мальті в 1975 році, а потім у 1978 році в США, де вона продовжує діяти.
Великі збори за пропуск, зібрані Американською асоціацією SMOM на початку 1950-х років, цілком могли спокусити Чарльза Пічела створити власний «Суверенний Орден Святого Іоанна Єрусалимського, лицарів-госпітальєрів» у 1956 році. Пічел уникав Проблеми бути імітацією SMOM, надавши своїй організації міфічну історію, стверджуючи, що американська організація, яку він очолив, була заснована в російській традиції Ордену лицарів-госпітальєрів у 1908 році: помилкова заява, але яка, тим не менш, ввела в оману багатьох, включаючи деяких науковців. По правді кажучи, заснування його організації не мало зв’язку з російською традицією Лицарського ордену госпітальєрів. Після створення, залучення російських дворян до членства в «Ордені» Піхеля надавало певної правдоподібності його твердженням.
Ці організації призвели до десятків інших самозваних орденів. Інший самозваний орден, заснований у США, отримав значну кількість прихильників під керівництвом покійного Роберта Формалса, який протягом кількох років і за підтримки історичних організацій, таких як Августівське товариство, стверджував, що є польським князем Дому Санґушко.

## Роль ордену
Іоаніти відіграли значну роль у розвитку західно-європейської військової справи й боротьбі з ісламською работоргівлею, а також відомі як організатори перших європейських шпиталів.
Розквіт Ордену пов'язаний з епохою Хрестових походів (1096—1291 рр.). Із усіх орденів госпітальєри є, мабуть, найстаршим[джерело?] з відомих дванадцяти чернечо-лицарських орденів середньовіччя. Із цієї дюжини найпомітніший слід в історії середньовіччя взагалі, і зокрема, в історії Хрестових Походів залишили три: госпітальєри, тамплієри і тевтони. Орден Тамплієрів припинив своє існування в першій половині XIV століття, два інших існують і досі, хоча й не відіграють нині помітної політичної чи військово-політичної ролі: вони, радше, перетворилися на добродійні громадські організації, тобто повернулися до того стану, з якого починалися.

## Символіка
Відмінною ознакою госпітальєрів є білий вісьмикінечний хрест на чорному плащі. Цей знак відомий також під назвою «мальтійський хрест». Приблизно з середини XII століття білий вісьмикінечний хрест носять на грудях на червоному супервесті (суконний жилет, що повторює крій металевої кіраси та вдягається поверх кіраси або замість неї).

## Склад і структура

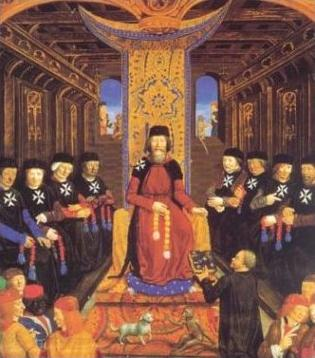
Рада великого магістра з братами-лицарями

Спочатку для вступу до лав лицарів-госпітальєрів не вимагалося жодних доказів шляхетного походження: наявність дорогої зброї, захисних обладунків, бойового коня вже означало шляхетність. Нерідко для виконання військових завдань тимчасово залучалися і лицарі, які не належали до братерства. Проте, до 1206 року члени Ордену вже поділявся на класи:
- до першого належали лише лицарі. Керівництво обирали тільки з їхнього складу;
- до другого класу належали орденські священики, так звана службова братія (сержанти), співробітники госпіталів;
- до третього класу належав персонал обслуги. Останній клас обітниць чернецтва не давав; у боях брали участь лицарі та сержанти.

Окрім братів деякі привілеї та захист Ордену отримували також так звані «побратими» (лат. confratres) і «дарувальники» (лат. donati), тобто ті, хто допомагав Ордену або безпосередньою участю в бойових діях або ж матеріально. Цієї системи в інших орденах не було. Орден дуже швидко став могутньою військово-чернечою організацією. Його військова міць вже в 1136 році спонукала короля Єрусалиму передати госпітальєрам фортецю Бетгемлін (Bethgibelin), важливий стратегічний пункт на південному кордоні, що служив захистом порту Ашкалон. Госпітальєри власним коштом укріпили й розширили фортецю.

## Розквіт

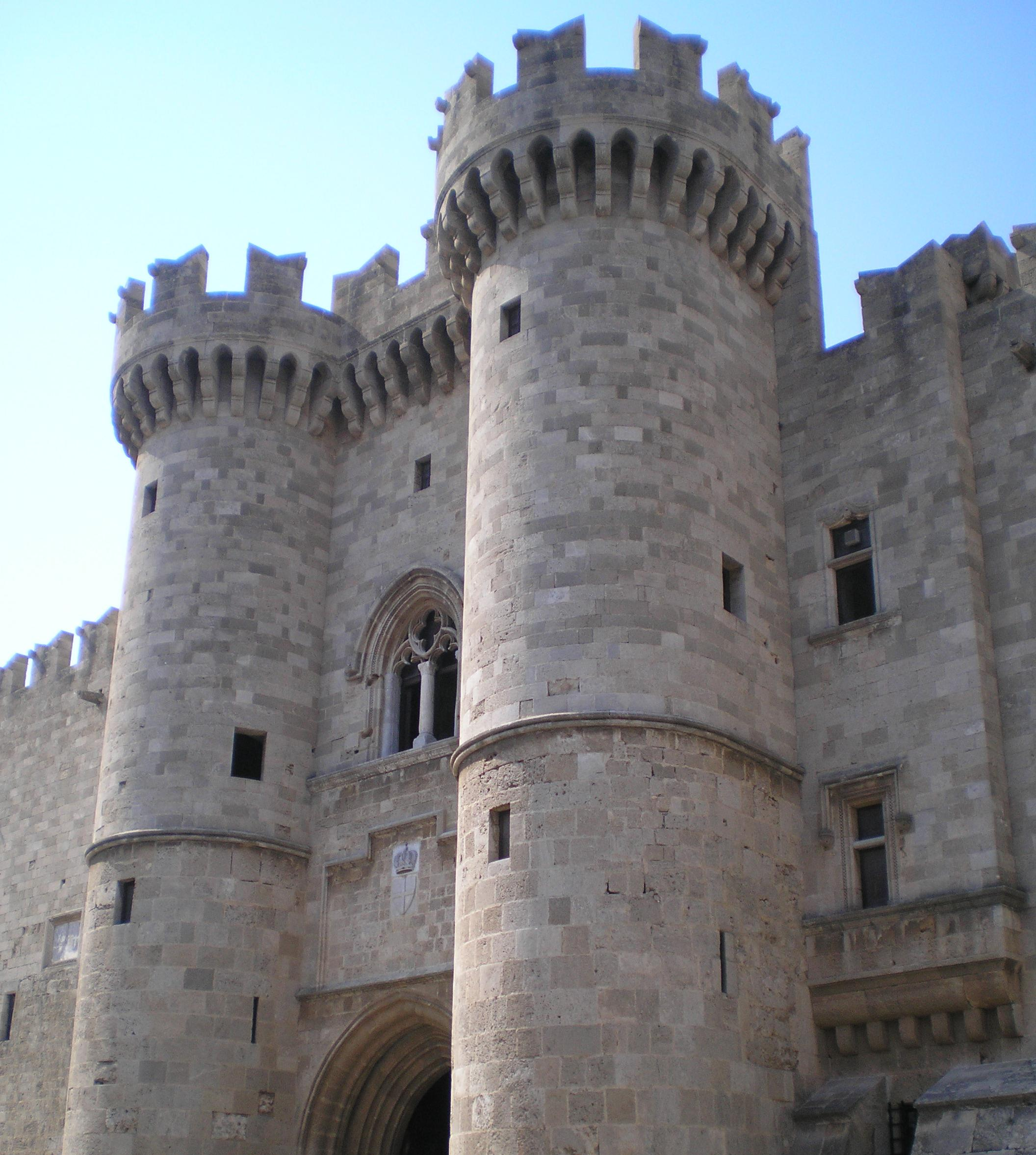
Палац Великого Магістра на о. Родос.

Дуже швидкий розвиток військово-чернечих орденів на початку XII століття, і ордену госпітальєрів, зокрема, пояснюється тим, що монархи і великі феодали того часу були добрими воїнами, часто непоганими воєначальниками, але зовсім невдалими адміністраторами. Можна сказати, що всі вони були просто розбійниками в королівських мантіях. Завойовувати території і фортеці вони вміли, грабувати їх теж. Але XII століття було століттям становлення державності. Суспільний розвиток вимагав стабільних меж, законів, стабільності країни. І лише військово-чернечі ордени зі своїми ретельно розробленими статутами і членами, які навчилися їх дотримуватися, пов'язані єдиною метою, без особистих інтересів, скріплені дисципліною, маючи в розпорядженні постійне навчене і згуртоване військо, могли бути і були насправді зародками виникнення держав.
Саме це привертало до орденів і королів, що бачили в цих організаціях свою опору, і спроможних людей, що шукали надійного захисту від свавілля великих феодалів, і католицьку церкву, що вбачала в орденах засіб зміцнення влади папського престолу. Госпітальєри, були добрими адміністраторами, привертали до роботи видатних будівельників, медиків, архітекторів, зброярів того часу, створювали мережу укріплених пунктів на кордонах королівства, організували власну прикордонну службу, перешкоджаючи проникненню до країни мусульманських загонів.
Між 1142 і 1144 роками госпітальєри придбали п'ять графств поблизу Триполі, суверенне князівство на півночі королівства. Всього на той час у госпітальєрів налічувалось вже близько 50 укріплених замків, включаючи такі важливі фортеці, як Крак де Шевальє і Маргат. Руїни цих замків і досі височіють на висотах, що панують над долинами, нагадуючи про часи Хрестових Походів і владу християнства над цими землями. Лицарі Ордену, розуміючи свою могутність, були не дуже покірні церковній владі. Вони просто витіснили з центру Єрусалима абатство Святої Марії Латинської і зайняли будівлі, що йому раніше належали.
Госпітальєри брали активну участь в Другому хрестовому поході, вносячи в ряди хрестоносців елементи порядку, організованості, що допомогло здобути низку перемог. Проте похід закінчився провалом. У досить таки тривалий півстолітній проміжок часу між закінченням другого Хрестового походу (1148) і початком третього Хрестового походу (1189) історія північної Африки багата подіями боротьби між християнами і мусульманами. Тут було все — і люта жорстокість і тих, і інших; і виникнення союзів, і зрада, і успішні штурми міст як з одного боку, так і з іншого. У всіх цих подіях госпітальєри брали якнайактивнішу участь. 1177 року госпітальєри разом з тамплієрами беруть участь в битві при Аскалоні та роблять істотний внесок у перемогу християн. Мусульмани на чолі з Атабеком Нуретдіном зуміли організувати відсіч хрестоносцям: 1154 року Нуретдін опанував Дамаск і почав наступ на Єрусалимське королівство.

### Особисті лікарні
- Катеріна Вітале, перша жінка-фармацевт Ордену лицарів-госпітальєрів і перша жінка-фармацевт і хімік на Мальті
- Список настоятелів святого Іоанна Єрусалимського в Англії
- П’єр Жан Луї Овід Дубле, член керівництва Французького Секретаріату лицарів

### Укріплення та місця розташування лікарні
- Список сайтів Knights Hospitallers
- Укріплення Мальти
- Укріплення Родосу
- Замок Колоссі
- Мейлберг
- Замок Ла-Муела
- Палац великого магістра лицарів Родосу
- Torphichen Preceptory

### Схожі теми
- Історія лицарів-госпітальєрів у Леванті
- Тамплієри
- Тевтонський орден

## Додаткове читання
- Ball, David (2004). Ironfire. Bantam Dell. ISBN 0-385-33601-2.
- Bradford, Ernle (1972). The Shield and the Sword. London: Harper Collins.
- Crowley, Roger (2008). Empires of the Sea: The Siege of Malta, the Battle of Lepanto, and Contest for the Center of the World. Random House. ISBN 978-1-4000-6624-7.
- Fenech, Marthese (2011). Восьмикутний хрест. BDL. ISBN 978-99957-33-08-7.
- Fenech, Marthese (2020). Falcon's Shadow. BDL. ISBN 978-99182-10-44-2.
- Gauci, Liam (2016). In the Name of Prince: Maltese Corsairs 1760–1798. Malta: Heritage Malta Publishing. ISBN 978-99932-57 -37-0.
- Hoegen Dijkhof, Hans J. (2006). Легітимність орденів св. Іоанна: історичний і правовий аналіз і тематичне дослідження парарелігійного явища. Doctoral дисертація. Leiden: Лейденський університет. ISBN 90-6550-954-2.
- Levaye, Patrick (2007). Géopolitique du Catholicisme. Éditions Ellipses. ISBN 978-2-7298-3523-1.
- Ліндгрен, Карл Едвін (вересень–жовтень 1999). Деякі примітки про Суверенний військовий Мальтійський орден у США. Nobilita (Rivista di Araldica, Genealogia, Ordini Cavallereschi). Istituto Araldico Genealogico Italiano. 7 (32).
- Nicholson, Helen J. (2001). The Knights Hospitaller. Boydell Press. ISBN 1-84383-038-8.
- Noonan, James-Charles Jr. (1996). The Church Visible: The Ceremonial Life and Protocol of the Roman Catholic Church. Viking. с. 196. ISBN 0-670-86745 -4.
- Peyrefitte, Roger (1960). Knights of Malta. Переклав з французької Едвард Хайамс. London: Secker & Warburg.
- Chisholm, Hugh, ред. (1911). Святий Іоанн Єрусалимський, Лицарі Ордену лікарні . // Encyclopædia Britannica (англ.). Т. 24 (вид. 11-те). Cambridge University Press. {{cite encyclopedia}}: Проігноровано невідомий параметр |авторське посилання= (довідка); Проігноровано невідомий параметр |останній= (довідка); Проігноровано невідомий параметр |перший= (довідка); Проігноровано невідомий параметр |сторінок= (довідка)
- Read, Piers Paul (1999). The Templars. Imago. с. 118. ISBN 85-312-0735-5.
- Riley-Smith, Jonathan (1999). Hospitallers: The History of the Order of St John. Hambledon. ISBN 1-85285-197-X.
- Tyerman, Christopher (2006). God's War: A New History of the Crusades. Allen Lane. с. 253. ISBN 0-7139-9220- 4.
- White, Joshua M. (2017). Piracy and Law in the Ottoman Mediterranean. Stanford University Press. ISBN 978-1-503-60252-6.
- Bom, Myra Miranda (2012). Жінки у військових орденах хрестових походів. Нью-Йорк: Palgrave Macmillan. ISBN 978-1-137-08830- 7. OCLC 1058540900.